# بنك دبي الإسلامي

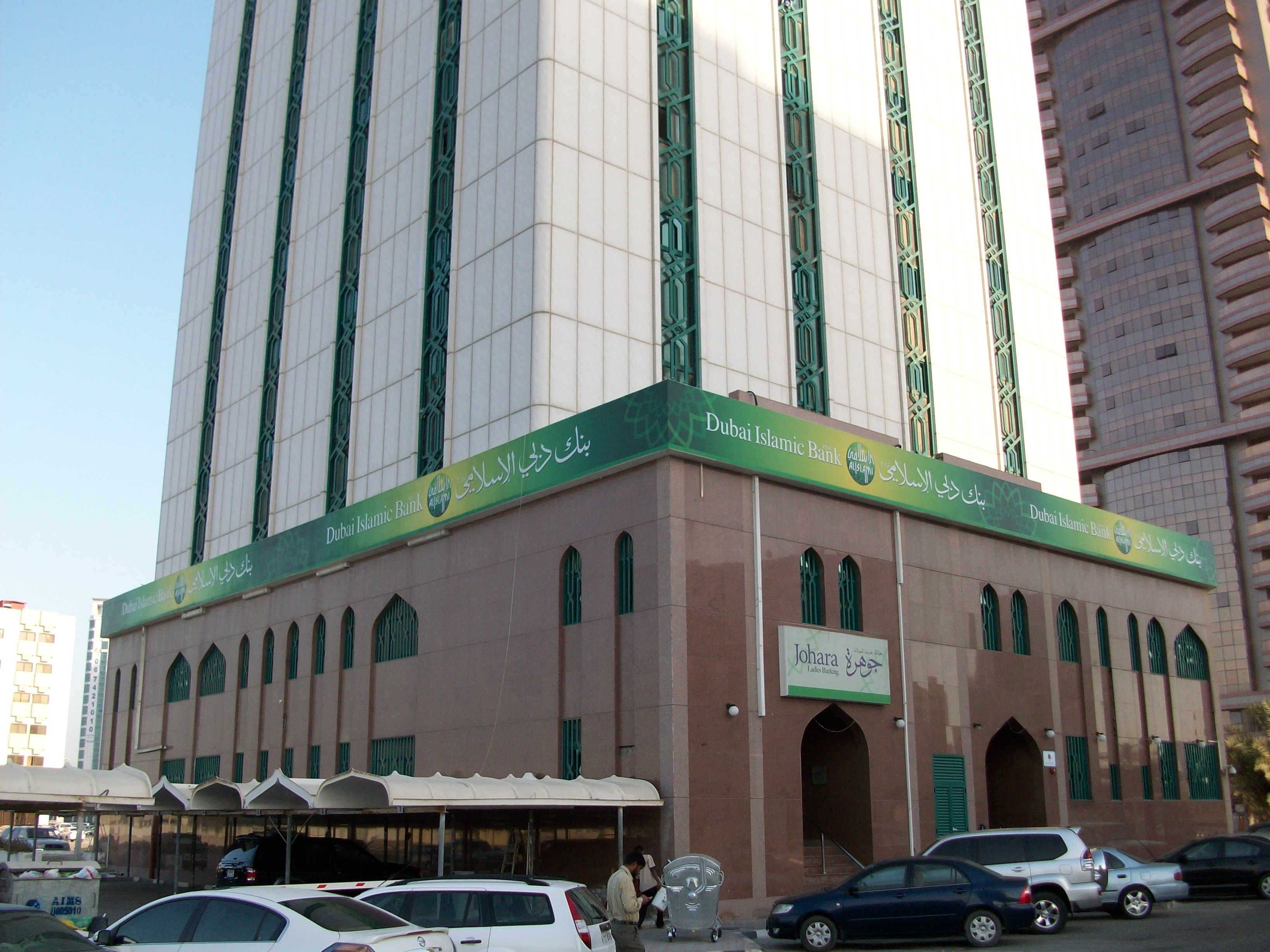
بنك دبي الإسلامي

بنك دبي الإسلامي (DIB) هو بنك إسلامي في دبي، تأسس عام 1975 على يد سعيد بن أحمد لوتاه. وهو أول بنك إسلامي في العالم يدمج مبادئ الإسلام في جميع ممارساته، وأكبر بنك إسلامي في دولة الإمارات العربية المتحدة.

## نبذة عن بنك دبي الإسلامي
يعد بنك دبي الإسلامي الذي تأسس في عام 1975، أكبر بنك إسلامي في دولة الإمارات العربية المتحدة، وشركة مساهمة عامة، ومدرجة في سوق دبي المالي. ويقود البنك تطور قطاع التمويل الإسلامي العالمي، وهو أول بنك إسلامي متكامل الخدمات وثالث أكبر بنك إسلامي على مستوى العالم. ويدير البنك حالياً شبكة تضم 90 فرعاً في دولة الإمارات العربية المتحدة، ولديه حضور ضمن سبعة أسواق حول العالم، ويعمل على توسيع حضوره من أجل تعزيز نمو وتطور القطاع. يقدم البنك خدماته لقرابة 1.7 مليون متعامل، ويوفر لقاعدة عملائه المتنامية مجموعة متزايدة من المنتجات والخدمات المتوافقة مع أحكام الشريعة الإسلامية. وفضلًا عن كونه أول وأكبر بنك إسلامي في دولة الإمارات العربية المتحدة، يتمتع بنك دبي الإسلامي بحضور عالمي قوي كلاعب رئيسي في تعزيز الخدمات المالية المتوافقة مع الشريعة الإسلامية عبر أسواق مختلفة حول العالم.
أسس بنك دبي الإسلامي باكستان المحدود، وهو شركة مملوكة بالكامل لبنك دبي الإسلامي وأول بنك إسلامي في باكستان يقدم الخدمات المصرفية البلاتينية وخدمات الأولوية المصرفية، بالإضافة إلى محفظة واسعة ومتنوعة من قنوات التوزيع البديلة. ويشكل إطلاق بنك بانين دبي الشريعة في إندونيسيا مطلع عام 2017 أول دخول للبنك إلى منطقة الشرق الأقصى، ويمتلك البنك حوالي 40% من أسهم البنك الإندونيسي. وفي شهر مايو 2017، منح البنك المركزي الكيني بنك دبي الإسلامي ترخيصاً لتأسيس فرع له في كينيا، تحت اسم بنك دبي الإسلامي كينيا المحدود.
يتمثل الهدف الرئيسي للبنك في جعل التمويل الإسلامي معياراً ثابتاً، بدلاً عن كونه بديلاً للتمويل التقليدي بالنسبة للشركات والمتعاملين حول العالم. وقد حصل على العديد من الجوائز المرموقة التي تعتبر دليلاً راسخاً على مساهماته في مختلف المجالات بما يشمل الخدمات المصرفية للأفراد والشركات والخدمات المصرفية الاستثمارية، فضلاً عن خدماته الاستشارية ومساهماته في مجال المسؤولية الاجتماعية. ومما يدل على مكانته الرائدة في قطاع التمويل الإسلامي، حصد بنك دبي الإسلامي لقب أفضل بنك إسلامي في العديد من المناسبات المرموقة. وفي عام 2017، فاز البنك بالجائزة العالمية الإسلامية للأعمال في نسختها الأولى في المنطقة، والتي تم تقديمها خلال الدورة 23 من حفل جوائز التميز لقطاع الأعمال.

## الدمج والاستحواذ
تم استحواذ البنك على بنك نور الإسلامي رسمياً في ديسمبر 2019 

## أهم المؤسسات التابعة والشركاء
- دار الشريعة: دار الشريعة هي شركة للاستشارات القانونية والمالية المتوافقة مع أحكام الشريعة الإسلامية وقد تأسست في عام 2008.
- بنك دبي الإسلامي باكستان المحدود: بنك دبي الإسلامي باكستان المحدود، المملوك بالكامل لبنك دبي الإسلامي، بدأ مزاولة أعماله في عام 2006.
- بنك بانين دبي الشريعة: يملك البنك حصة تبلغ 38.3% لدى اللاعب الرئيسي للخدمات المصرفية الشرعية في إندونيسيا، والتي تضم أكبر عدد من السكان المسلمين في العالم.
- بنك الخرطوم: يمتلك بنك دبي الإسلامي حصة في بنك الخرطوم، أحد أكبر البنوك في جمهورية السودان.
- ديار: ديار للتطوير، هي شركة للتطوير العقاري تأسست في عام 2002.
- بنك البوسنة الدولي: تأسس بنك البوسنة الدولي في عام 2000 كأول بنك يطبق مبادئ الشريعة الإسلامية في أوروبا.
- بنك دبي الإسلامي كينيا المحدود: حصل على الرخصة من البنك المركزي الكيني في مايو 2017، لتقديم خدمات مصرفية متوافقة مع أحكام الشريعة الإسلامية حصرياً في كينيا.

## وصلات خارجية
- موقع المصرف